# Gueule
Gueule (franska), eller Geul (nederländska), är en 58 km lång högerbiflod till Maas som flyter genom Belgien och Nederländerna.
Källorna ligger nära den tyska gränsen i nordöstra Belgien, söder om Aachen. Den flyter under 20 km i nordostlig riktning, korsar gränsen till Nederländerna i Vaals kommun. Efter ytterligare 38 km i västnordvästlig riktning i sydligaste Limburg mynnar den i Maas norr om Maastricht.